# Клеменс Август фон Вестфален цу Фюрстенберг (1805 – 1885)
Клеменс Август фон Вестфален цу Фюрстенберг (на немски: Clemens August Graf von Westphalen zu Fürstenberg; * 4 декември 1805, Франкфурт на Майн; † 10 април 1885, дворец Лаер при Мешеде, Северен Рейн-Вестфалия) е граф от род Вестфален-Фюрстенберг и политик.

## Живот
Той е син на граф Фридрих Вилхелм фон Вестфален цу Фюрстенберг (1780 – 1809) и съпругата му Ана Мария Елизабет фон Тун и Хоенщайн (1783 – 1860), дъщеря на граф Венцел Йозеф фон Тун-Хоенщайн (1737 – 1796) и графиня Мария Анна фон Коловрат-Либщайнски (1750 – 1828). Внук е на държавния министър граф (от 1792) Клеменс Август фон Вестфален цу Фюрстенберг (1753 – 1818) и първата му съпруга графиня Мария Елеонора Антоанета Елизабет Валдбот фон Басенхайм (1757 – 1786). Майка му Ана Мария Елизабет се омъжва втори път на 29 април 1817 г. в Хилдесхайм за чичо му граф Йозеф Клеменс фон Вестфален цу Фюрстенберг (1785 – 1863).
Брат е на Ото Франц фон Вестфален цу Фюрстенберг (1807 – 1856) и Фридрих фон Вестфален цу Фюрстенберг († 1865) и полубрат на граф Вилхелм фон Вестфален цу Фюрстенберг (1818 – 1883).
Клеменс Август расте най-вече в дворец Фюрстенберг и в дворец Лаер при дядо му. От 1816 г. той е обучаван от частен учител и живее повечето във Франкфурт. След смъртта на дядо му със същото име той наследява почти цялата собственост.
Клеменс Август следва право в университета в Льовен, по-късно и в Гьотинген и Берлин. След края на следването работи от 1828 г. като референдар в Главния съд в Мюнстер и заради богатството му е добра партия за женене.
Той е рицар на Малтийския орден. През 1834 г. е избран за съветник в събранието в Окръг Мешеде.

## Фамилия
Първи брак: на 22 април 1829 г. в Мюнстер с графиня Кунигунда фон Айхолт (* 1 декември 1798, Шеленберг; † 10 януари 1843, Милано), дъщеря на граф Франц Антон фом Айхолт (* 1762) и Анна Маря фон Витингхоф-Шел цу Шеленберг (177 – 1869). Те имат децата:
- Фридрих Йозеф фон Вестфален цу Фюрстенберг (* 21 април 1830, Мюнстер, Вестфален; † 9 май 1900, Хлум у Хабаровиц), женен на 5 май 1863 г. в Прага за графиня Розина Чернин фон Худениц (* 15 декември 1837, Прага; † 18 януари 1904, Хлум у Хабаровиц); имат пет деца
- Йозеф Август фон Вестфален цу Фюрстенберг (* 20 май 1831, Мюнстер; † 19 януари 1894, Дрезден), женен на 15 ноември 1864 г. в Дрезден за Катарина Фридберг (* 17 януари 1838, Петерсбург; † 22 април 1901, Дрезден); имат 4 деца
- Елизабет Мария фон Вестфален цу Фюрстенберг (* 14 юни 1834, Мюнстер; † 30 октомври 1910, Бухберг), омъжена на 4 август 1863 г. в Лаер за принц Александер Густав Август фон Крой (* 21 август 1828; † 5 декември 1887, дворец Букберг-ам-Камп)

Втори брак: на 14 април 1863 г. в Берлин с графиня Цецилия Лучесини (* 28 декември 1834, Проч; † 5 септември 1909, Нойхаузел, Вестервалд), дъщеря на маркиз Франц Лучесини и Хенриета Щуртцел. Те имат четирима сина:
- Франц Клеменс Йозеф Алойз фон Вестфален цу Фюрстенберг (* 2 фегруари 1864, Лаер; † 31 май 1930, Мюнстер), женен на 7 май 1895 г. във Ван за фрайин и едле херин Лидвина фон и цу Елтц-Рюбенах (* 29 ноември 1870, Ван; † 21 ноември 1951, Хавиксбек); имат 6 деца
- Йоханес Рудолф Клеменс Карл фон Вестфален цу Фюрстенберг (* 4 август 1868, Лаер; † 16 юни 1951, Хауз Канен), неженен
- Фридрих Луберт Ото фон Вестфален цу Фюрстенберг (* 21 февруари 1872, Лаер; † 2 май 1932, Берлин), женен на 24 юли 1901 г. в Тиловиц за графиня Луиза Паулина Августа Мария фон Франкенберг и Лудвигсдорф (* 23 август 1879, Тиловиц; † 13 октомври 1941, Берлин); имат син и дъщеря
- Ото Йозеф Хуберт фон Вестфален цу Фюрстенберг (* 14 март 1875, Лаер; † 20 май 1927, Браунлаге), женен на 21 юли 1906 г. в Мюнстер за фрайин Вилхелмина Мария фон Хакстхаузен (* 19 август 1882, Абенбург; † 17 юни 1920, Людингхаузен); имат 7 деца